# 官简
官简（1985年—），生于广州，官简为笔名，也曾用过其他很多笔名，是媒体记者、通讯员和網絡寫手，就读于广州华南师范大学会计专业。曾服务过多家海内外媒体包括香港的《亚洲周刊》，广州的《南方都市报》、南方电视台等等，曾与多名记者合作，主要报道时事政治、社会民生等方面。官简的笔墨和视角也会汇合一些1980年代的观点，并且关注的话题还涉及财经、时尚、生活和娱乐。